# Dimercaprol
Dimercaprol, hay còn được gọi là thuốc chống Lewisite của người Anh (BAL), là một loại thuốc được sử dụng để điều trị ngộ độc cấp tính do nhiễm asen, thủy ngân, vàng và chì. Chúng cũng có thể được sử dụng khi bị ngộ độc antimon, thallium, hoặc bismuth, nhưng bằng chứng chỉ ra rằng hiệu quả là không cao. Chúng được dùng bằng cách tiêm vào cơ bắp.
Các tác dụng phụ thường gặp bao gồm huyết áp cao, đau tại chỗ tiêm, nôn mửa và sốt. Thuốc không được khuyến cáo ở những người bị dị ứng đậu phộng. Vẫn chưa rõ là liệu sử dụng trong thai kỳ có an toàn cho em bé hay không. Dimercaprol hoạt động bằng cách gắn kết với các kim loại nặng.
Dimercaprol lần đầu tiên được sử dụng trong Thế Chiến II. Nó nằm trong danh sách các loại thuốc thiết yếu của Tổ chức Y tế Thế giới, tức là nhóm các loại thuốc hiệu quả và an toàn nhất cần thiết trong một hệ thống y tế. Tại Hoa Kỳ, một đợt điều trị có giá hơn 200 USD.

## Sử dụng y tế
Dimercaprol từ lâu đã là trụ cột của liệu pháp tạo phức chất cho trường hợp ngộ độc chì hoặc asen, và đến nay, đây vẫn là một loại thuốc thiết yếu. Chúng cũng được sử dụng như một thuốc giải độc cho vũ khí hóa học Lewisite. Tuy nhiên, bởi vì thuốc này có thể có tác dụng phụ nghiêm trọng, các nhà nghiên cứu cũng đã theo đuổi phát triển các chất tương tự ít độc hại hơn, như succimer.
Bệnh Wilson là một rối loạn di truyền, trong đó đồng tích tụ bên trong gan và các mô khác. Dimercaprol là một tác nhân tạo phức chất đồng đã được chấp thuận bởi FDA để điều trị bệnh Wilson.